# Sherlook
Sherlook ist ein Kartenspiel von Silvano Sorrentino, das 2017 bei Kaleidos Games erschienen ist. 2017 wurde das Spiel im Rahmen des österreichischen Spielepreises Spiel der Spiele als „Spiele Hit für Familien“ ausgezeichnet.

## Hintergrund und Spielmaterial
Bei dem Spiel Sherlook ist ein Spiel im Stil eines klassischen Vergleichsrätsels, bei dem durch die Mitspieler Unterschiede auf jeweils zwei zu vergleichenden Bildkarten identifiziert werden müssen. Das Spielmaterial besteht entsprechend vor allem aus 40 fast identischen Bildkarten, auf deren Rückseite je die Unterschiede zu den anderen Karten markiert sind. Hinzu kommen 10 Nummernmarker mit den Werten 1 bis 10 sowie jeweils 10 Siegpunktmarker mit einem, zwei oder drei Punkten; die Marker mit den drei Punkten zeigen zudem die Ausrichtung der Bildkarten für die jeweilige Runde an.

## Spielablauf
Zum Beginn des Spiels werden alle Bildkarten gemischt und als Stapel mit der Farbseite nach oben in die Tischmitte gelegt. Die Nummernmarker werden um das Spielfeld platziert, daneben kommen die grünen und größeren Siegpunktmarker, auf denen die Ausrichtung der Karten dargestellt ist als gemischter und verdeckter Stapel sowie die beiden anderen Siegpunktmarkertypen als separate Stapel.
Das Spiel läuft über zehn Runden, in denen jeweils zwei Bildkarten verglichen werden. Zu Beginn jeder Runde wird ein grüner Siegpunktmarker aufgedeckt und die beiden obersten Bildkarten werden entsprechend der abgebildeten Orientierung ausgelegt. Alle Spieler beginnen gleichzeitig, nach Unterschieden auf den Karten zu suchen und jeder Spieler kann sich jederzeit eine Nummerntafel nehmen, wenn er der Meinung ist, die Anzahl der Unterschiede zu wissen. Eine einmal genommene Nummernkarte darf nicht wieder weggelegt werden und jede Nummer kann nur von einem Spieler gewählt werden. Der letzte Spieler muss ohne weitere Zeit eine Tafel nehmen, wenn alle anderen Spieler bereits eine zu sich genommen haben.
Nachdem alle Spieler jeweils eine Nummerntafel haben, wird die Runde ausgewertet. Dafür werden die beiden Bildkarten umgedreht und die Anzahl der Unterschiede auf beiden Karten addiert. Sollte ein Spieler die Anzahl der Unterschiede exakt getroffen haben, bekommt dieser den grünen Siegpunktmarker mit drei Punkten. Der Spieler, der am nächsten unter dem Wert liegt, bekommt den gelben Marker mit zwei Punkten, und der Spieler, der am nächsten über dem Wert liegt, bekommt den roten Marker mit einem Punkt. Nicht zugeteilte Marker werden aus dem Spiel genommen.
Das Spiel endet nach der zehnten Runde, wenn alle grünen Marker aufgebraucht sind. Gewinner des Spiels ist der Spieler, der am Ende die meisten Siegpunkte besitzt, bei einem Gleichstand wird eine Zusatzrunde gespielt und der Gewinner derselben gewinnt das Spiel.

## Ausgaben und Rezeption
Das Kartenspiel Sherlook wurde von dem italienischen Spieleautor Silvano Sorrentino entwickelt und 2017 bei Kaleidos Games im Vertrieb des Heidelberger Spieleverlags zu den Internationalen Spieltagen (Spiel '17) in Essen in einer multilingualen Version auf Italienisch, Französisch und Deutsch veröffentlicht. Ebenfalls 2017 erschien eine Version auf Englisch bei CMON Limited  und 2018 eine Version auf Polnisch bei Trefl Joker Line.
Sherlook wurde 2017 wurde das Spiel im Rahmen des österreichischen Spielepreises Spiel der Spiele als „Spiele Hit für Familien“ ausgezeichnet.

## Belege
1. 1 2 3 4 5  Offizielle Spielregeln für Sherlook, Kaleidos Games 2017.
2. ↑  Versionen von Sherlook in der Datenbank BoardGameGeek; abgerufen am 23. Juni 2018.